# Судзуцукі (1942)
«Судзуцукі» (Suzutsuki, яп. 涼月) — ескадрений міноносець Імперського флоту Японії, який взяв участь у Другій світовій війні.

## Історія створення
Корабель був закладений 15 березня 1941 року на верфі «Міцубісі» в Нагасакі. Спущений на воду 3 березня 1942 року, вступив у стрій 29 грудня того ж року.

## Історія служби

### 1943 рік
З 15 січня 1943-го «Судзуцукі» включили до 61-ї дивізії ескадрених міноносців, а 22 березня він вийшов у свій перший дальній похід, разом із 3 іншими есмінцями супроводжуючи авіаносці «Дзюнйо» та «Хійо» з Японії на атол Трук у центральній частині Каролінських островів (ще до війни тут створили потужну базу японського ВМФ, з якої до лютого 1944-го провадили операції в цілому ряді архіпелагів). 27 березня загін досягнув пункту призначення, після чого з 29 березня по 6 квітня «Судзуцукі» та ще один есмінець здійснили круговий рейс для доставки будівельних матеріалів до Рабаула (головна передова база японців у архіпелазі Бісмарка, з якої здійснювали операції на Соломонових островах та сході Нової Гвінеї).
17—22 травня 1943-го «Судзуцукі» та 4 інші есмінці супроводили до Йокосуки авіаносець, 3 лінкори та 2 важкі крейсери. За кілька діб до того американці розпочали операцію взяття під контроль Атту (острів на заході Алеутського архіпелагу, захоплений японцями в червні 1942-го) і тепер японське командування збирало сили для контратаки. Втім, ще до завершення травня спротив гарнізону Атту добіг завершення і контратаку скасували.
10—15 липня 1943-го «Судзуцукі» разом зі ще 5 есмінцями та 2 легкими крейсерами здійснили ескортування великого угруповання (3 авіаносці, 1 ескортний авіаносець, 1 гідроавіаносець, 3 важкі крейсери) з Японії на Трук. На той час союзники вже висадились на островах Нова Джорджія (центральна частина Соломонових островів) і в регіоні знову розгорілись важкі бої. 19—21 липня «Судзуцукі» виконав перехід до Рабаулу у складі загону, що доправляв війська (до нього включили гідроавіаносець, усі крейсери та 5 із 6 есмінців, які нещодавно прибули з Японії). Після цього 22 липня «Судзуцукі» разом зі ще одним есмінцем виконав транспортний рейс до Буки — порту на однойменному острові біля північного завершення значно більшого острова Бугенвіль (можливо відзначити, що тоді ж кілька есмінців повели гідроавіаносець до південного завершення Бугенвілю, що завершилось катастрофою, під час якої загинуло більше тисячі японських військовослужбовців). 24—26 липня 1943-го «Судзуцукі» та ще два есмінці супроводили на Трук ті самі 3 важкі та 2 легкі крейсери, які за кілька діб до того прибули до Рабаула.
З 30 липня по 3 серпня 1943-го «Судзуцукі» та ще один есмінець здійснили рейс до Палау (важливий транспортний хаб на заході Каролінських островів), де зустріли танкери та супроводили їх на Трук.
6—8 серпня 1943-го «Судзуцукі» разом зі ще двома есмінцями ескортував до Рабаулу два інші важкі крейсери, що транспортували війська, а згодом повернувся на Трук. 27—30 серпня есмінець разом з іншим есмінцем супроводили навчальний крейсер «Касіма» з Труку на атол Кваджелейн (Маршаллові острови), після чого повернулись назад 2 вересня.
У середині вересня 1943-го американське авіаносне з'єднання здійснило рейд проти зайнятих японцями островів Гілберта (лежать південніше від Маршаллових островів). У відповідь 18 вересня з Труку на схід вийшли значні сили (2 авіаносці, 2 лінкори, 7 важких крейсерів та інші кораблі), які попрямували до атола Еніветок (крайній північний захід Маршаллових островів). «Судзуцукі» супроводжував це угруповання, яке у підсумку так і не вступило у контакт з союзними силами та 25 вересня повернулось на базу.
На початку жовтня 1943-го американське авіаносне з'єднання завдало удару по острову Вейк (північніше від Маршаллових островів) без жодної суттєвої реакції зі сторони ворожого флоту. Зате через декілька тижнів японці на основі радіоперехоплення вирішили, що готується нова атака на Вейк, і 17 жовтня вислали з Труку до Еніветоку головні сили (3 авіаносці, 6 лінкорів, 8 важких крейсерів та інші кораблі), в ескортуванні яких брав участь і «Судзуцукі». Цей флот кілька діб безрезультатно очікував ворога, після чого 26 жовтня повернувся на Трук.
Ймовірно, що з 7 по 10 листопада 1943-го «Судзуцукі» брав участь у наданні допомоги танкеру «Хойо-Мару», який вийшов з Труку в рейс до Сінгапуру та був уражений підводним човном.
11 листопада 1943-го есмінець надавав допомогу транспорту «Токіо-Мару», що прямував на Трук у конвої № 2082 та був торпедований підводним човном. У якийсь момент «Судзуцукі» зайняв позицію побіч з пошкодженим судном та розпочав відкачування води за допомогою своїх помп. Втім, приплив води вийшов з-під контролю й за дві з половиною години віддали наказ полишити «Токіо-Мару» (затонуло наступної доби).
З 12 по 15 листопада 1943-го «Судзуцукі» надавав допомогу легкому крейсеру «Агано», який так само був торпедований підводним човном на шляху з Рабаула на Трук.
20 листопада 1943-го американці розпочали операцію з оволодіння островами Гілберта. Хоча японці в підсумку так і не наважились протидіяти цій операції надводними кораблями, проте з 23 листопада по 5 грудня «Судзуцукі» та ще 4 есмінці охороняли 3 важкі крейсери, що виходили до Маршаллових островів, де певний час перебували на атолах Кваджелейн та Еніветок.

### 1944 рік
7—12 грудня 1943-го есмінцs «Судзуцукі» та «Хацудзукі» ескортували з Труку до Куре авіаносець «Дзуйкаку» та важкий крейсер «Тікума». Після цього з 24 грудня 1943 по 9 січня 1944 вони супроводили переобладнаний легкий крейсер «Акагі-Мару» у круговому рейсі з метою доставки військовослужбовців на острів Вейк. 15 січня цей же загін вийшов у другий рейс до Вейку, проте вже 16 січня «Судзуцукі» був уражений 2 торпедами з американського підводного човна «Старджен». Есмінець зазнав важких пошкоджень, були відірвані одразу носова та кормова секції. Загинуло 135 членів екіпажу та 89 бійців, які перебували на борту. 18 січня есмінець «Хацудзукі» привів пошкоджений корабель на буксирі до Куре, де «Судзуцукі» проходив ремонт до 12 жовтня 1944-го.
16 жовтня 1944-го «Судзуцукі» разом зі ще одним есмінцем здійснював рейс з Японії до Кіруну (наразі Цзілун на Тайвані) для доставки авіаційних припасів і був знову торпедований, цього разу підводним човном «Бесуго». І цього разу в есмінець влучили дві торпеди, причому одна відірвала невеликий елемент носової частини. Друга пробила корпус у районі одного з погребів боєзапасу, проте не здетонувала, що врятувало «Судзуцукі» від загибелі. Есмінець зміг повернутись до Японії зі швидкістю 7 вузлів, причому у підсумку пошкодження виявились не надто важкими і вже через місяць корабель повернувся до активної діяльності.
З 23 по листопада по 10 грудня 1944-го «Судзуцукі» та ще один есмінець супроводили авіаносець «Дзюнйо» у круговому рейсі з Японії до Маніли, при цьому на зворотному шляху вони також ескортували з Мако (база на Пескадорських островах у південній частині Тайванської протоки) лінкор «Харуна». Вже на підході до Японії 8 грудня «Дзюнйо» був торпедований підводним човном та зазнав істотних пошкоджень (так і не був відремонтований до завершення війни).

### 1945 рік
Кілька місяців «Судзуцукі» провів у Внутрішньому Японському морі, а 6—7 квітня 1945-го ескортував лінкор «Ямато», який вирушив у самогубну місію проти союзного флоту, що розпочав операцію на Окінаві. Більшість загону разом з «Ямато» загинуло, тоді як «Судзуцукі» був важко пошкоджений унаслідок прямого влучання бомби та близького розриву, загинуло 57 членів екіпажу. Втім, кораблю вдалось заднім ходом дійти до Сасебо. До 5 травня «Судзуцукі» перебував у доці, проте так і не був остаточно відремонтований та з 10 червня виконував функцію плавучої зенітної батареї. У такому стані він дочекався капітуляції Японії.

### Післявоєнна доля
Восени 1945-го «Судзуцукі» виключили зі списків ВМФ. Пізніше він використовувався як хвилеріз у порту Вакамацу, а потім пішов на злам.